# Boró várkastélya
Boró várkastélya (horvátul: Utvrda Borovo) egy középkori várhely Horvátországban, Vukovár-Szerém megyében, Boró település határában. 

## Fekvése
Boró falutól északnyugatra, a Duna jobb partján állt.

## Története
A Garai család 1438-ban kapta meg a borói birtokot királyi adományként és egészen a család kihalásáig, 1481-ig birtokolták. Valószínűleg ők építették Boró várkastélyát, mely 1481-ben Mátyás király oklevelében „Boroh simulcum castello” alakban bukkan fel először. Ebben a király a Garai Jób magszakadása folytán megürült valkómegyei Boroh castellumot és oppidumot a szintén valkómegyei Lowazy, Polgar és a többi név szerint felsorolt birtokkal együtt Lendvai Bánfi Miklósnak és testvérének Jakabnak adományozza.  Ezután Bánfi Miklós fia János birtokolta egészen 1527-ig, amikor I. Ferdinánd magyar király Enyingi Török Bálintnak adományozta. Közben az 1526-os török hadjárat során a várkastély és a település már török kézre került és valószínűleg elnéptelenedett.